# Ботанический сад имени сэра Сивусагура Рамгулама
Ботанический сад имени сэра Сивусагура Рамгулама (англ. Sir Seewoosagur Ramgoolam Botanical Garden, SSR Botanical Garden; или Ботанический сад Памплемус англ. Pamplemousses Botanical Garden) — старейший ботанический сад, расположенный неподалёку от Порт-Луи, столицы государства Маврикий. В 1988 году был назван именем борца за независимость и первого премьер-министра Маврикия Сивусагура Рамгулама.

## История
Ботанический сад является одним из старейших подобных садов в Южном полушарии: он был заложен ещё в 1770 году французским растениеводом Пьером Пуавром (1719—1786). Изначально это место занимали огороды поместья ла Бурдоннэ. Пьер Пуавр, рискуя жизнью, украл у голландцев в Индонезии и на Филиппинах саженцы всевозможных экзотических растений и высадил их на Маврикии. Последователи Пуавра продолжили начатое им дело и завезли на остров большое количество всевозможных растений: хлебное дерево, орхидеи, араукарии, бугенвиллеи, лавровое дерево и др. Благодаря этому, ботанический сад приобрел всемирную известность.
Главные ворота сада являются произведением кузнечного искусства. Все колонны украшены гербами со львом и единорогом и увенчаны короной.
Площадь сада на сегодняшний день составляет около 37 гектаров. Здесь произрастает 500 видов растений. Сад известен своей коллекцией растений, из которых получают пряности; здесь растут эбеновые деревья, сахарный тростник, а также 85 видов пальм из стран Центральной Америки, Азии, Африки и островов Индийского океана. Многие деревья посажены лично лидерами ряда стран: Индирой Ганди, Франсуа Миттераном, Робертом Мугабе.
Одной из достопримечательностей сада является большое озеро с собранием кувшинковых, в частности, здесь растут несколько разновидностей лотосов, включая амазонские гигантские лотосы, нимфеи белого, голубого и розового цвета, а также гигантские амазонские виктории

## Галерея фотографий ботанического сада Памплемус

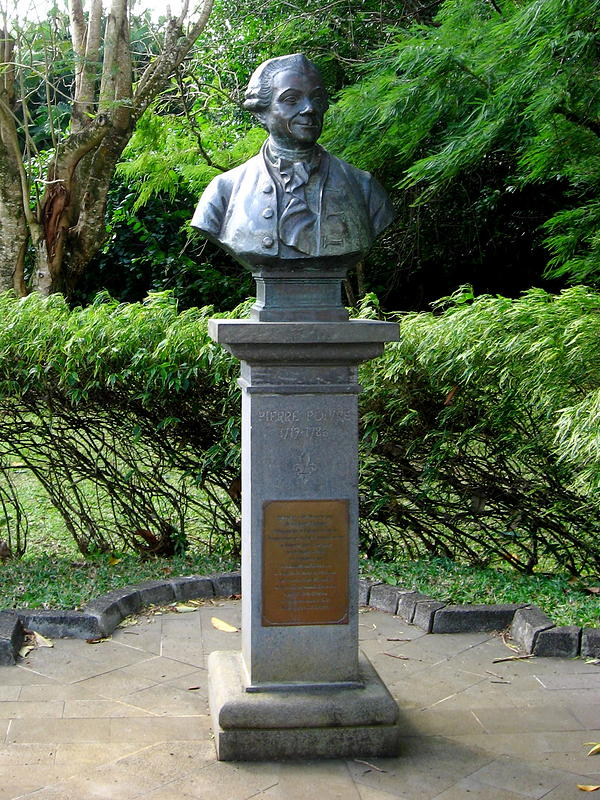
Памятник Пьеру Пуавру
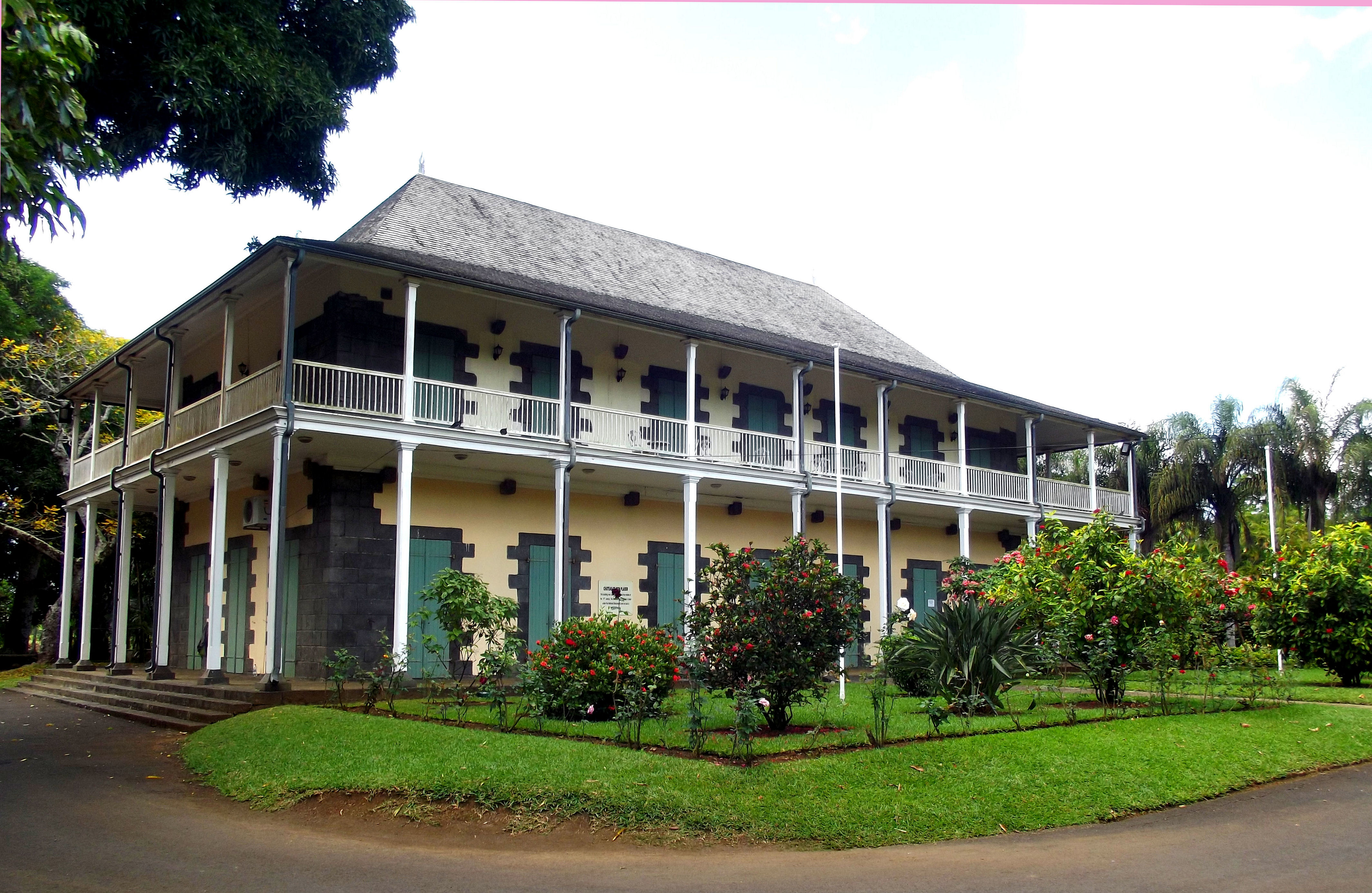
Шато Де-Мон-Плезир
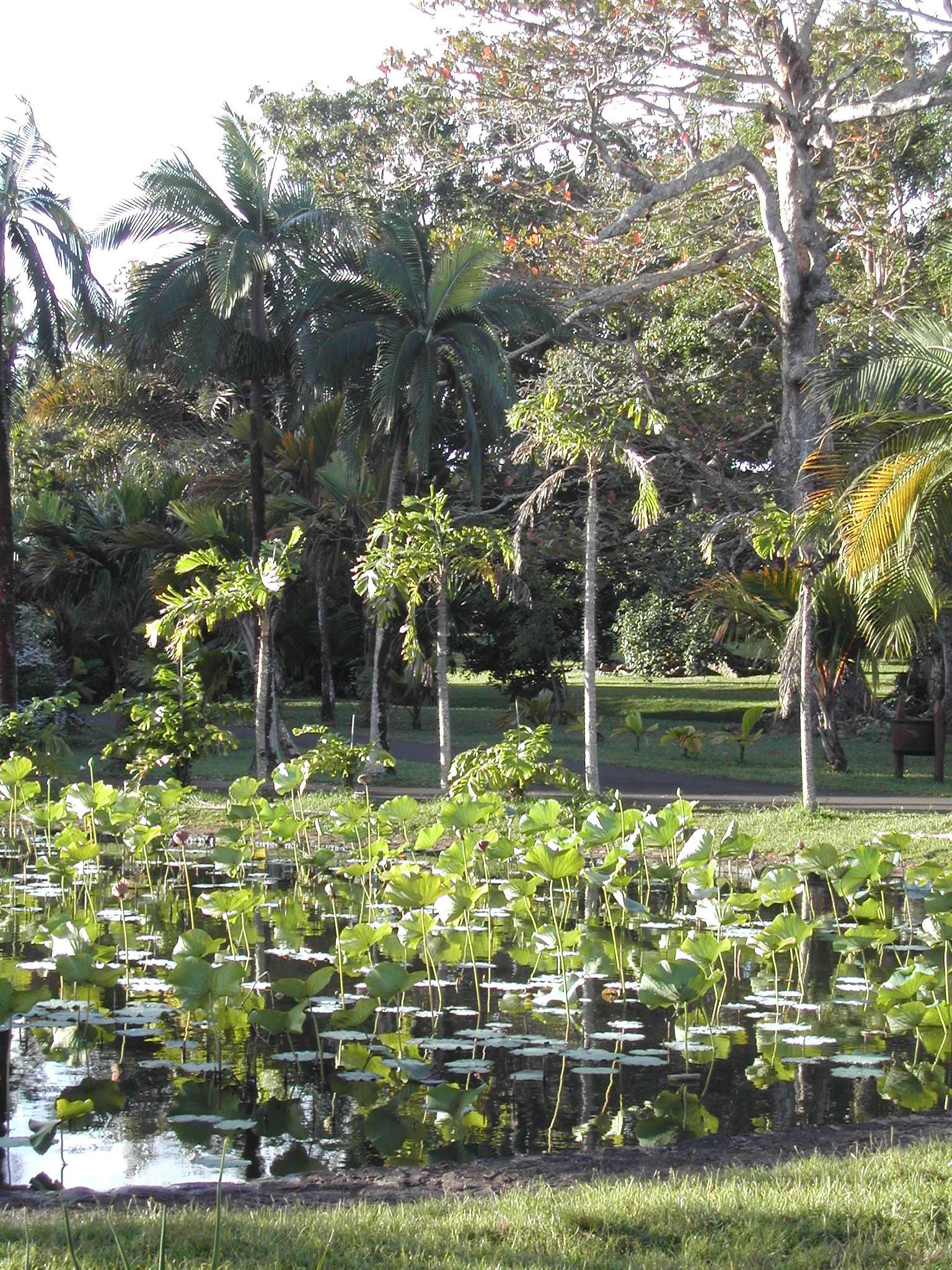
В ботаническом саду
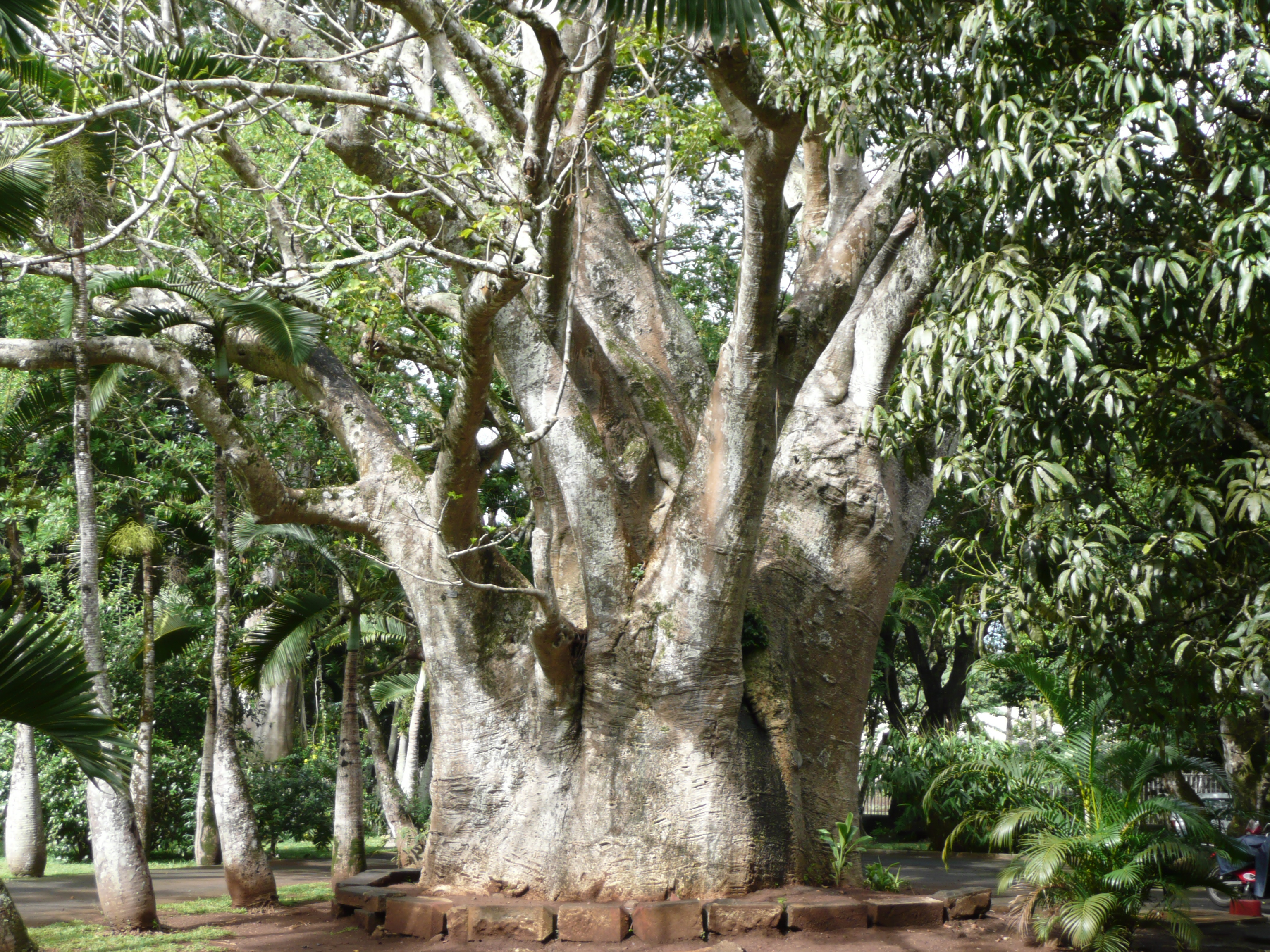
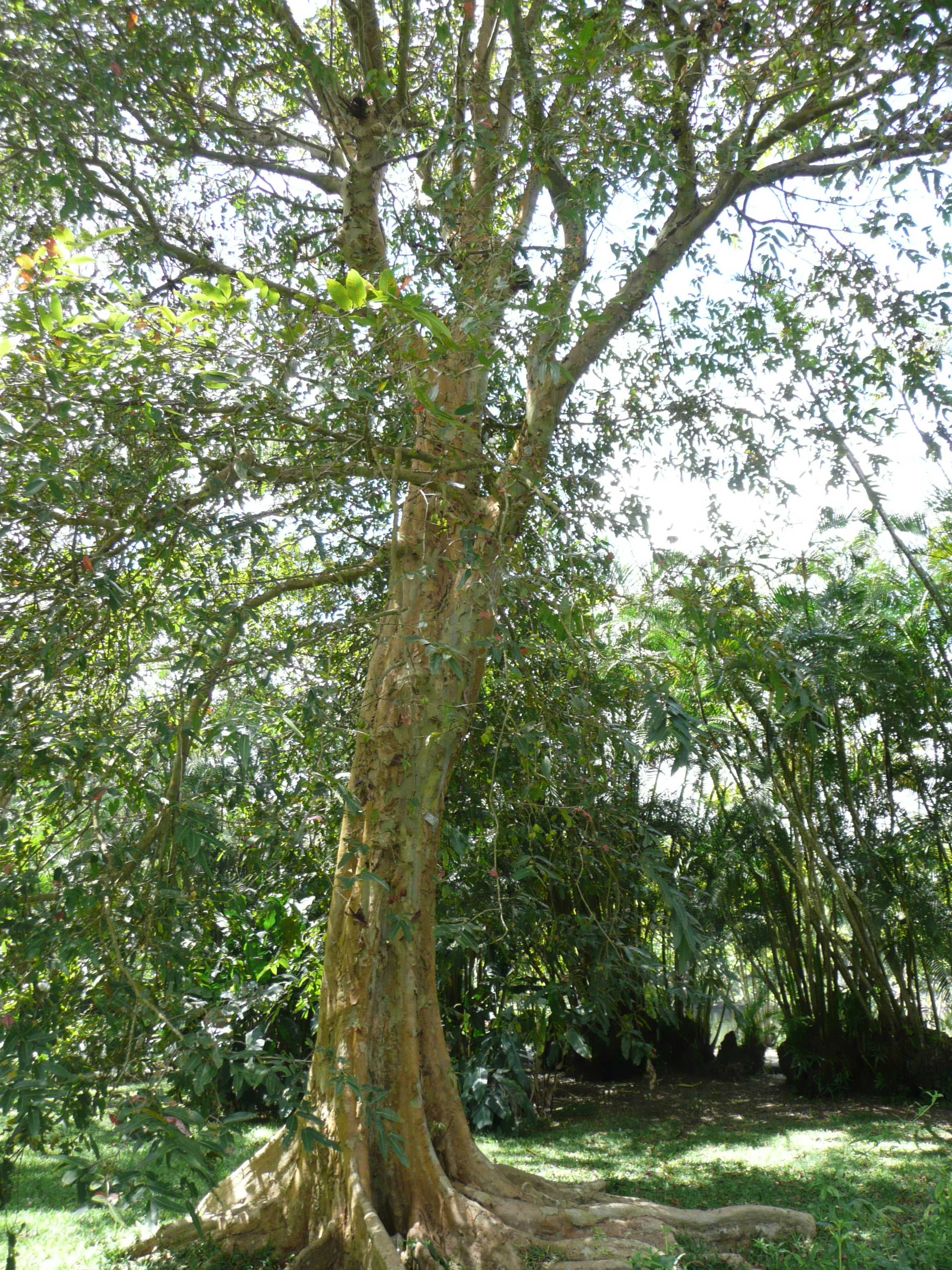
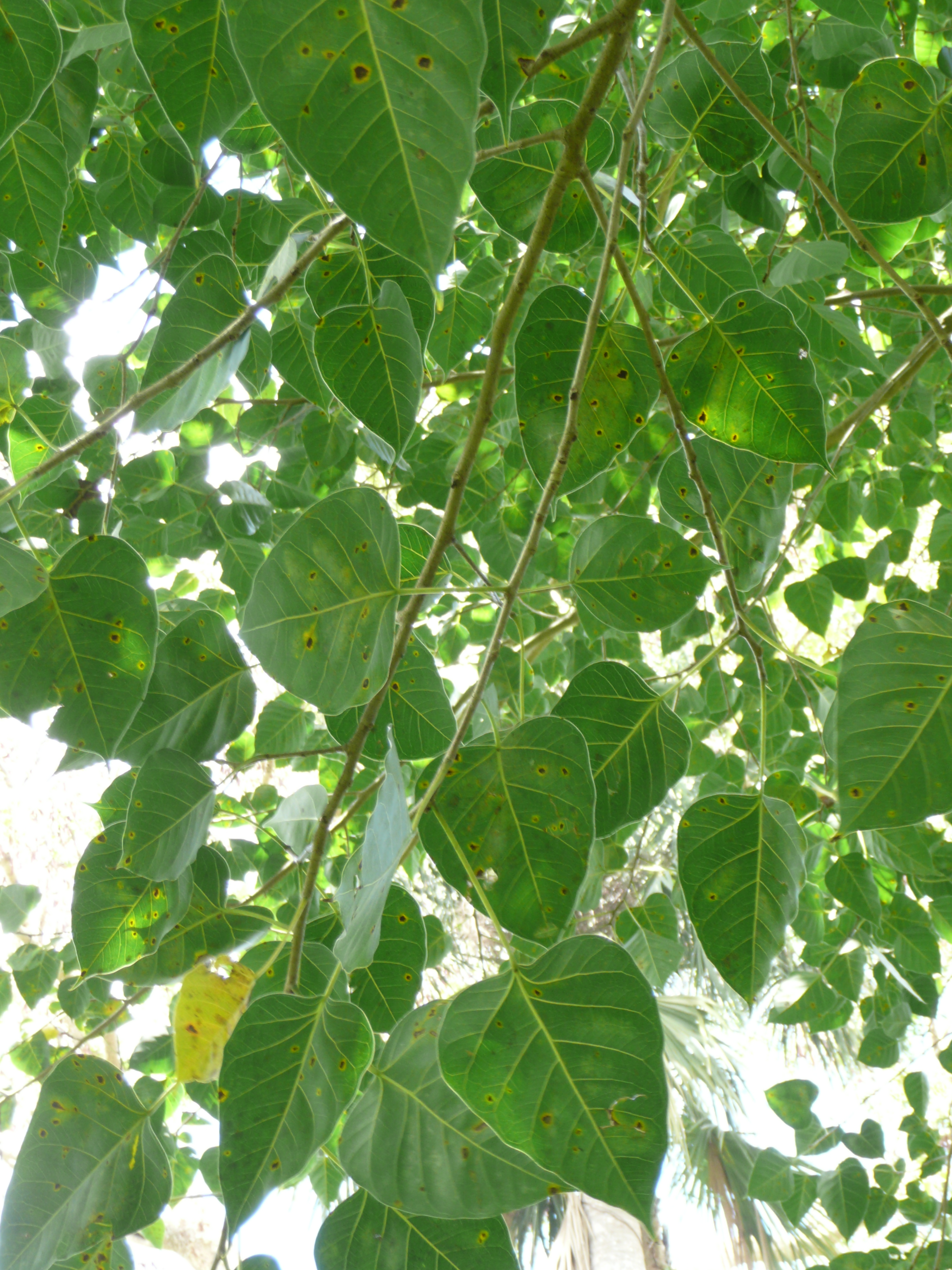